# جورج إيتون
جورج إيتون (بالإنجليزية: George Eaton)‏ (و. 1945  م) هو سائق فورمولا 1 كندي، ولد في تورونتو، شارك في لو مان 24 ساعة.
.